# Latridopsis
Latridopsis is een geslacht van straalvinnige vissen uit de familie van trompetvissen (Latridae).

## Soorten
- Latridopsis ciliaris (Forster, 1801)
- Latridopsis forsteri (Castelnau, 1872)